# Незахищений крейсер

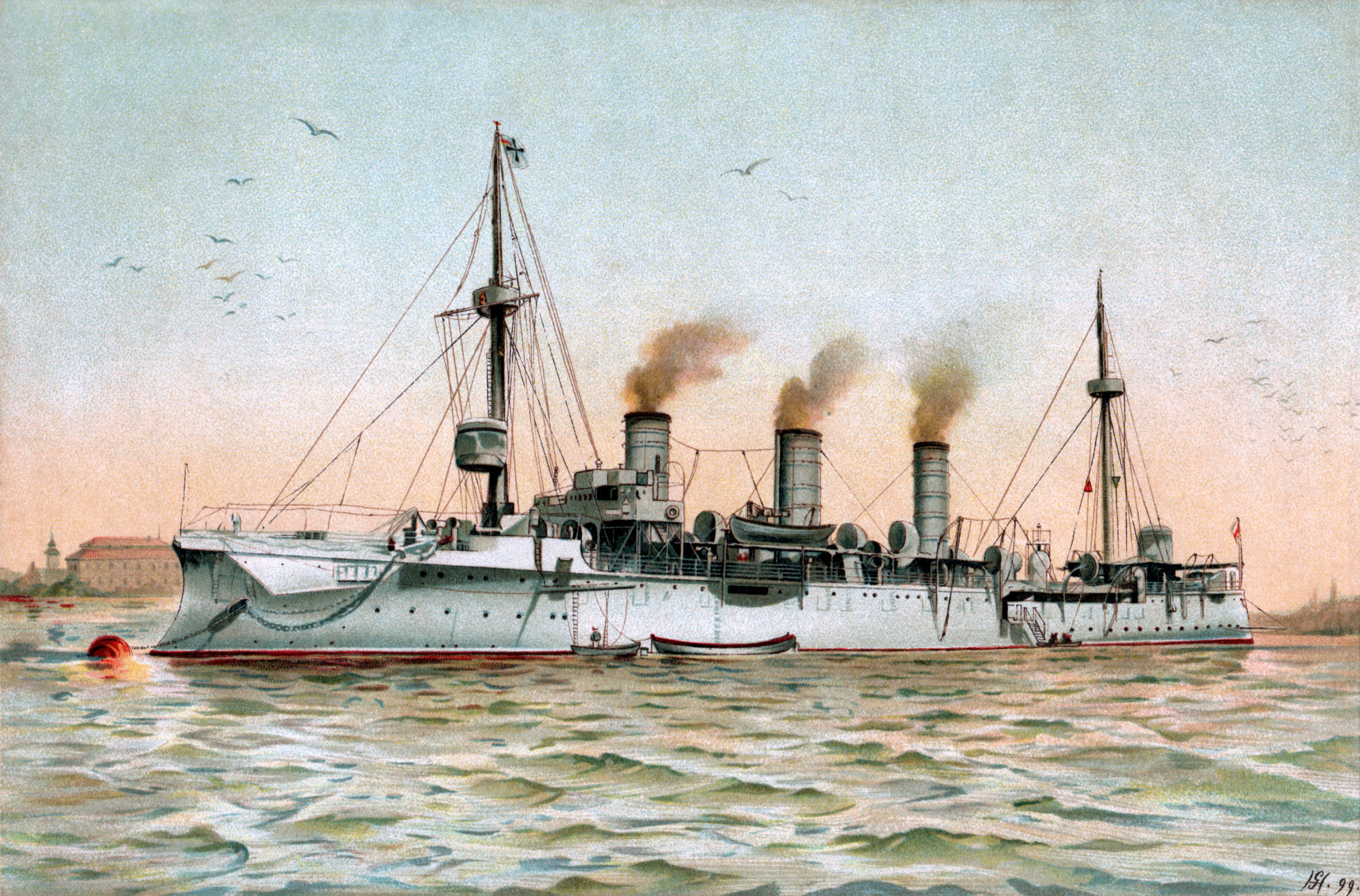
SMS Gefion, німецький незахищений крейсер, служив з 1895 and 1919

Незахищений крейсер - тип кораблів, які використовувались у кінці Вікторіанської епохи, за доби панцерників (близько 1880 по 1905). Термін використовувався, аби відрізнити ці кораблі від "бронепалубних крейсерів" або "захищених крейсерів", і увійшов до вжитку у 1880-х роках. "Захищений крейсер" не мав бортової броні на корпусі, як панцерник або "панцерний крейсер", а лише вигнуті броньовані палуби всередині судна, як внутрішній панцир черепахи. Броньована палуба запобігала ураженню ворожими снарядам, які пробивали борти, найбільш важливих елементів корабля, таких, як машини, котли та місця зберігання боєприпасів. 
Натомість незахищений крейсер не мав навіть такого скромного рівня внутрішньої захисту. У  термінах "незахищений" та "захищений крейсер" є певна двозначність, бо окремі кораблі будувалися лише з окремими елементами броньованої палуби, або вона була настільки тонка, що фактично не забезпечувала надійного захисту від снарядів. Незахищений крейсер, як правило, був дешевшим, але і менш ефективним, ніж бронепалубний крейсер, в той час як останній, зазвичай, був дешевшим, але і менш ефективним, ніж панцерний крейсер (з деякими винятками в кожному випадку).

## Приклади
Незахищені крейсери були кораблями середнього розміру, такими як іспанський «Реїна Крістіна» та китайський Kai Che, або навіть меншими аж до невеликих кораблів тоннажністю 1000 тонн. Невеликий незахищений крейсер мало чим відрізнявся від великого канонерського човна (наприклад, в битві при Манілі в 1898 році американський Concord мав більші розміри, ніж іспанські незахищені крейсери типу «Веласко», хоч у флоті США класифікувався як канонерський човен) Такі  невеликі кораблі проміжних розмірів могли по різному класифікуватися у різних флотах. Наприклад, британський Королівський флот, як правило, називав такі канонерські човни/малі крейсери, "шлюпами".
Термін "незахищений" отримав сенс тільки після появи "захищених" бронепалубних крейсерів у 1880-х. Багато кораблів, побудованих раніше, мали по суті ті ж характеристики і діапазон розмірів. Наприклад, іспанський «Кастілья», французький Lapérouse і голландські кораблі типу «Ачех» також фактично були незахищеними крейсерами. Попередниками незахищених крейсерів зі сталевим  корпусом були крейсери із залізним (але не броньованим) корпусом, а також композитні (корпус яких поєднував металеві і дерев'яні частини). Попередники незахищених крейсерів називали крейсерами, фрегатами або корветами. Більшість з цих кораблів зберегли вітрильне оснащення і використовувались, насамперед, для служби у колоніях, де верфі і запаси вугілля часто не могли забезпечити базування технічно складних кораблів. Деякі з цих попередників незахищених крейсерів мали досить значні розміри, як приміром  британський фрегат Shah.
Спочатку крейсери призначені для колоніальної служби, як і канонерки, не відзначалися високою швидкістю. Французький незахищений крейсер Milan (1885) що відрізнявся як за зовнішнім виглядом і так і призначенням, будувався на основі іншої концепції - крейсери могли бути корисними для виконання функцій розвідки та атак на морську торгівлю противника лише у випадку, якщо їх швидкість перевищувала швидкість панцерників (в іншому випадку вони не могли б втекти від сильнішого ворога і були б знищені). В 1880-х і 1890-х років швидкі, невеликі неброньовані крейсери могли класифікуватися "авізо" (швидкий корабель для передачі  повідомлень, в епоху до появи радіо), або "торпедні крейсери" (термін, похідний від "торпедні канонерські човни", знову відмінності між якими полягали насамперед у розмірах). Один і той же корабель у різних роботах міг фігурувати як "крейсер", "торпедний крейсер" чи "авізо".[джерело?]

## Зникнення
Всі ці терміни вийшли з обігу, тому що конструкції кораблів цього типу застаріли.  
Після Першої світової війни зникла потреба будувати незахищені крейсери, оскільки з'явилися швидкохідні "легкі" крейсери, які захищала не лише броньована палуба, але і бортова броня (прогрес металургії дозволив створювати тонку, легку,  і при тому досить ефективну броню). Різниця у вогневій міці і швидкості між навіть невеликим легким крейсером і канонерським човном забезпечувала чітке розрізнення цих типів кораблів. Поява радіо зробила непотрібним виконання крейсерами функцій з передачі повідомлень. Натомість спеціалізовані озброєнні торпедами кораблі (есмінці) були помітно меншими та часто швидшими за крейсери. Такі терміни, як "шлюп", "фрегат" і "корвет" натомість почали застосовувати для позначення невеликих кораблів, призначених для боротьби з підводними човнами. 
Як останні "незахищенні крейсери" можна розглядати перебудовані з торгових суден допоміжні крейсери початку Другої Світової, які виконували окремі функції крейсера, не маючи броньованого захисту.    